# Ezgi Dilik
Ezgi Dilik (ur. 12 czerwca 1995 w Ankarze) – turecka siatkarka, reprezentantka kraju, grająca na pozycji rozgrywającej.

## Sukcesy klubowe
Puchar Turcji:
- 2015, 2017, 2019

Mistrzostwo Turcji:
- 2015, 2017[3]
- 2016, 2018, 2019

Superpuchar Turcji:
- 2015, 2018

Liga Mistrzyń:
- 2016

Puchar CEV:
- 2018

Klubowe Mistrzostwa Świata:
- 2018

## Sukcesy reprezentacyjne
Liga Europejska:
- 2014
- 2015

Mistrzostwa Świata U-23:
- 2017
- 2015